# Chlorocardium
Chlorocardium é um género botânico pertencente à família Lauraceae.

## Espécies
- Chlorocardium rodiei
- Chlorocardium venenosum